# Concierto para piano n.º 1 (Ponce)
El Concierto para piano n.º 1 (también conocido como Concierto Romántico) de Manuel M. Ponce es una pieza musical concertante, escrita para piano solista y orquesta. La obra fue compuesta en 1911 y estrenada el 7 de julio de 1912 en el Teatro Abreu, con el compositor al piano y la dirección de Julián Carrillo. Se trata de una obra de la etapa romántica de Ponce, y se destaca por el virtuosismo que se imprime en el instrumento solista.

## Historia
La obra fue compuesta en 1911 y fue estrenada el 7 de julio de 1912 por el propio compositor al piano, y Julián Carrillo dirigiendo a la Orquesta Beethoven en el Teatro Abreu de la Ciudad de México. Durante el periodo de composición estaba iniciando la Revolución mexicana y Ponce estaba en una etapa creativa importante, que lo convertiría pronto en uno de los compositores más conocidos de su país.
Ponce se encontraba explorando el lenguaje romántico en su música, a partir de la transformación de la música tradicional y popular de México. Ponce realizó una clasificación de la música vernácula, con la finalidad de lograr el reconocimiento de esta música y convertirla en parte de la identidad nacional, siguiendo el ideal nacionalista de la época en México, a partir de lo que los artistas de la Escuela mexicana de pintura estaban realizando.
El segundo concierto para piano de Ponce quedó inconcluso, y fue estrenado hasta el año 2012, por el pianista Rodolfo Ritter, con la Orquesta Sinfónica de San Luis Potosí, en el Palacio de Bellas Artes.

## Estructura
- I. Allegro appassionatto
- II. Andante amoroso. Allegretto. Allegro come prima-
- III. Allegro

## Análisis
El Concierto para piano Romántico tiene un lenguaje romántico, de la tradición lisztiana. Los tres movimientos están ligados, de manera similar a la Sonata en si menor de Liszt, por lo que pareciera que se unen en un solo gran movimiento. Toda la obra tiene una unidad temática.

## Grabaciones
- Ponce: Piano Concertos Nos. 1 & 2. Rodolfo Ritter, piano. Zaeth Ritter, Orquesta Sinfónica de San Luis Potosí[6]